# Pałac Studentów Dnieprzańskiego Uniwersytetu Narodowego

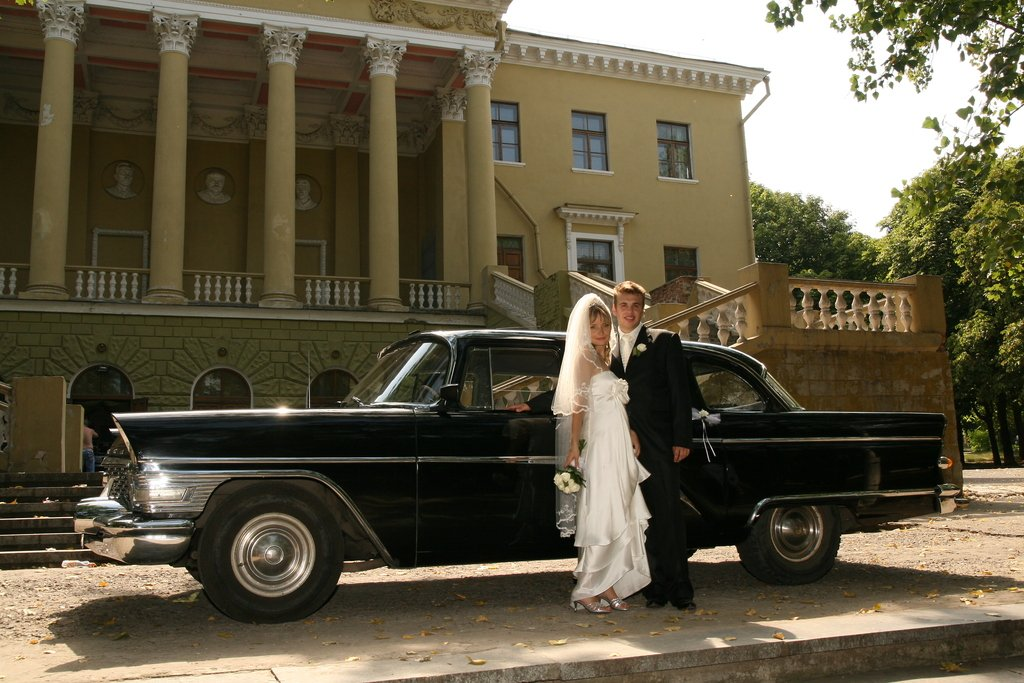
Pałac Studentów Dnieprzańskiego Uniwersytetu Narodowego

Pałac Studentów Dnieprzańskiego Uniwersytetu Narodowego (ukr. Палац студентів Дніпровського національного університету) – pałac w Dnieprze na Ukrainie, wybudowany w latach 1787–1789 jako siedziba Generalnego Gubernatora, Georgija Potiomkina, od którego wzięła się pierwotna nazwa Pałac Potiomkina.
Pomimo wspaniałości budynku gubernator nigdy w nim nie był, wkrótce po ukończeniu budowy zmarł. W 1791 roku budynek został opuszczony i szybko popadł w ruinę: dach załamał się, zniszczony został parkiet, poginęły wszystkie okna i drzwi. Pod koniec 1830 roku zrujnowany budynek został podarowany miejscowej szlachcie przez Cara Mikołaja I. Wkrótce pałac w całości odnowiono i przywrócono do pierwotnego stanu. Organizowano tu zebrania czy wybory.
W roku 1849 otwarto w nim muzeum starożytności. Podczas wojny krymskiej (1853–1856), jak również i podczas I wojny światowej pałac był wykorzystywany jako szpital, a podczas wojny rosyjsko-japońskiej (1904–1905) mieściła się w nim manufaktura szyjąca mundury dla żołnierzy. Dwór Potiomkina pełnił w swojej historii także różne funkcje społeczne. W czasie II wojny światowej budynek spłonął. Pozostały po nim tylko ściany i kolumny.
W 1952 roku pałac został odbudowany w obecnym kształcie.